# Generatie van '27

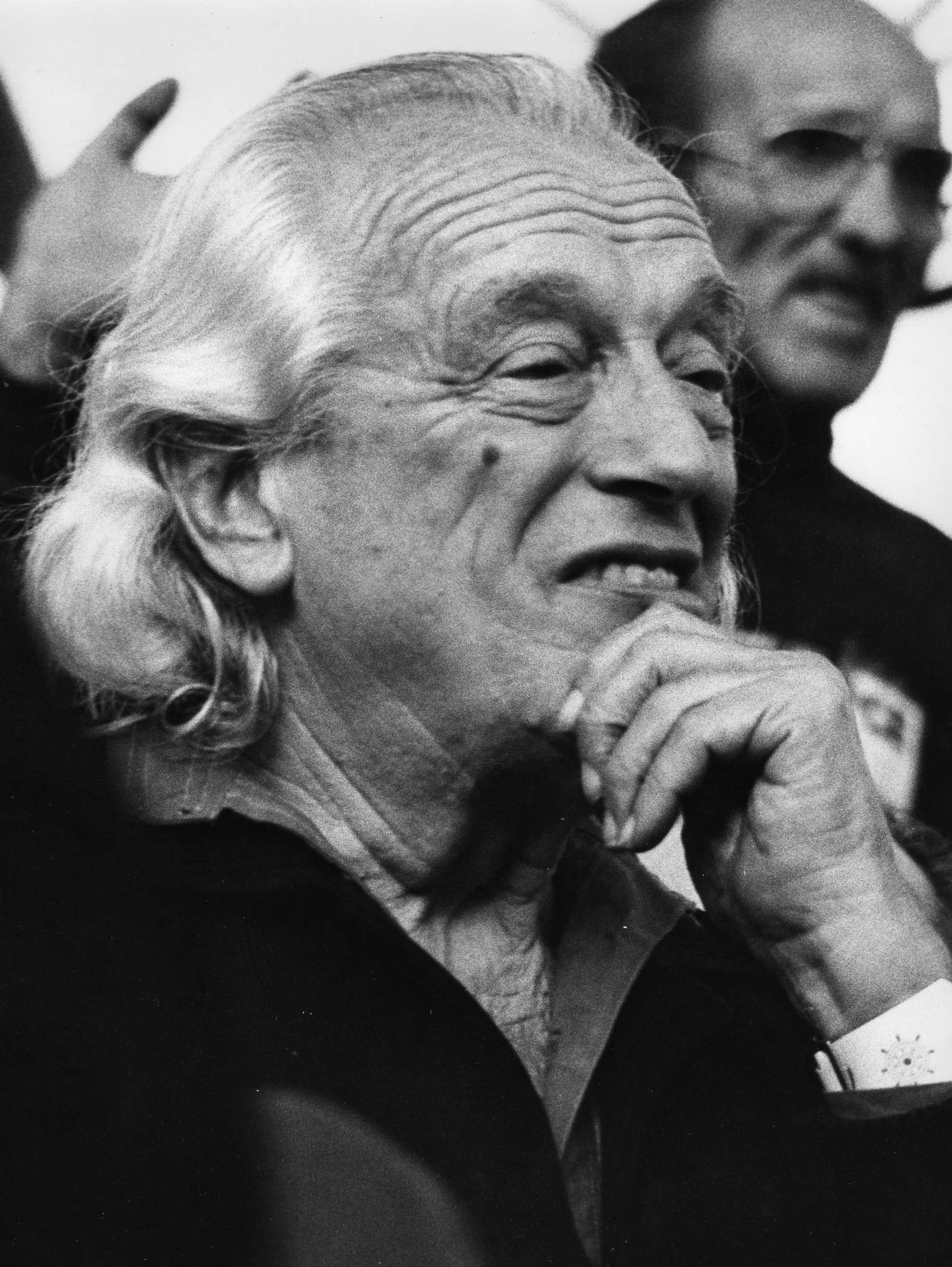
Rafael Alberti

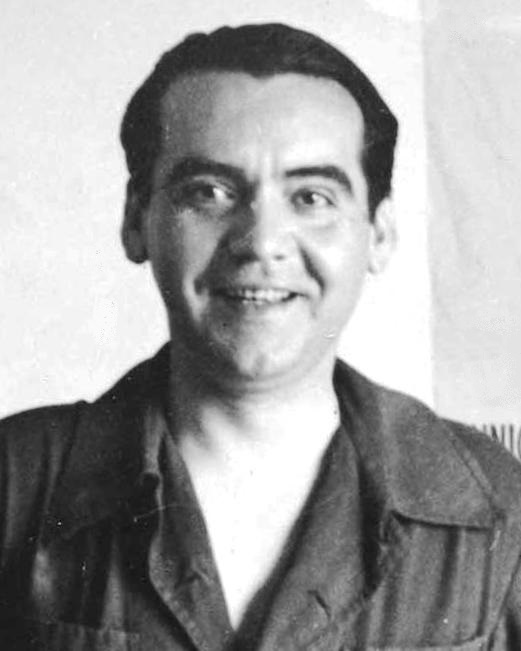
Federico García Lorca

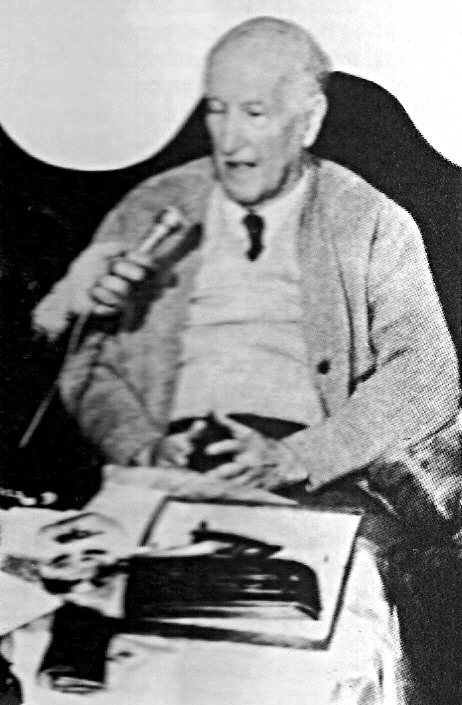
Vicente Aleixandre

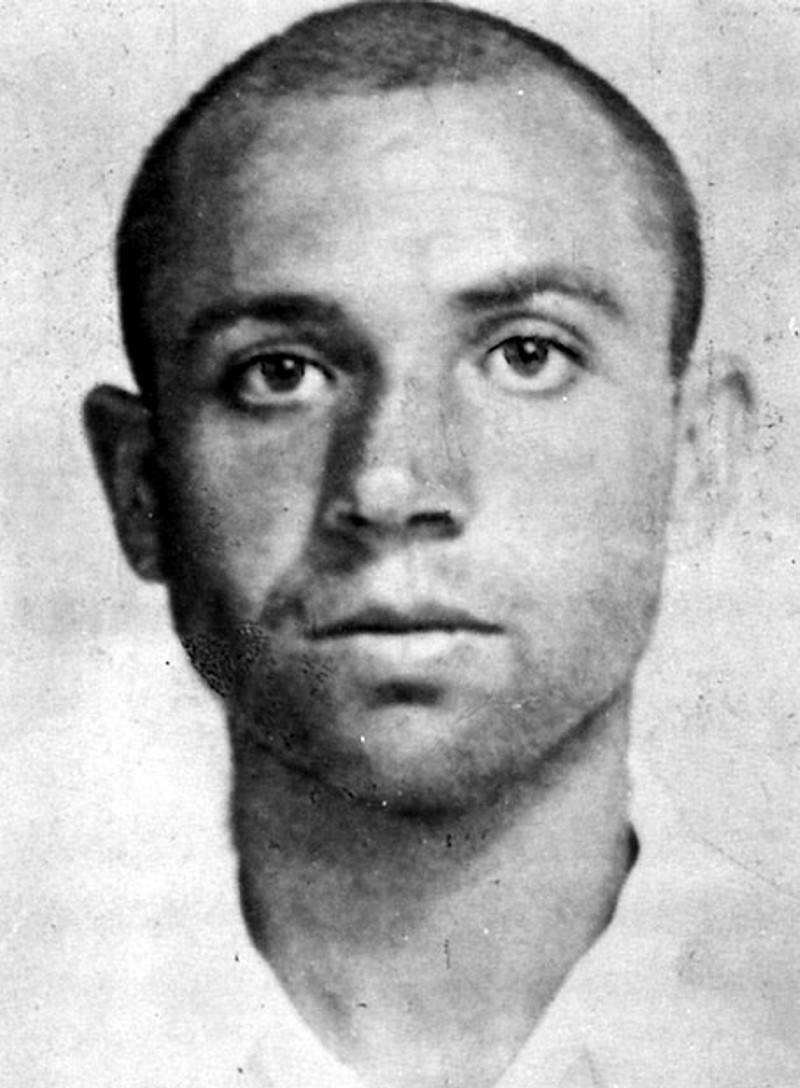
Miguel Hernandez

De Generatie van '27 (Spaans: Generación del 27) was een belangrijke groepering in de Spaanse literatuur, voornamelijk actief tussen 1923 en het begin van de Spaanse Burgeroorlog. Belangrijke vertegenwoordigers waren vooral dichters, met Federico García Lorca, Pedro Salinas, Jorge Guillén, Rafael Alberti, Gerardo Diego, Luis Cernuda, Dámaso Alonso en Vicente Aleixandre als belangrijkste exponenten. De beweging combineerde een avantgardistische en grondhouding met klassieke dichtvormen en esthetiek, met een opvallende aandacht voor het onderbewuste. Uiteindelijk zou de beweging uitmonden in een grote variëteit aan stijlen, met het surrealisme als meest markante verschijningsvorm.

## Ontstaan en typering

#### Ontstaan
De eerste officiële bijeenkomst en daarmee de start van de Generatie van '27 als literaire groepering was tijdens een viering van het driehonderdjarig overlijden van de Barok-dichter Luis de Góngora in Sevilla. Het genootschap telde oorspronkelijk tien auteurs, voornamelijk dichters: Jorge Guillén, Pedro Salinas, Rafael Alberti, Federico García Lorca, Dámaso Alonso, Gerardo Diego, Luis Cernuda, Vicente Aleixandre, Manuel Altolaguirre en Emilio Prados. De leden waren vrijwel allen afkomstig uit welgestelde kringen en hadden elkaar leren kennen tijdens hun studie aan de Complutense Universiteit van Madrid. De meesten kenden elkaar al vanaf ongeveer 1923.

#### Typering
Wat de leden in de eerste plaats met elkaar verbond was hun verering voor Góngora, wiens dichterschap zich laat typeren door een streven naar volkomen lyriek en een perfecte structuur. De leden van de Generatie van '27 probeerden deze klassieke vorm van poëzie te verbinden met moderne en vernieuwende uitdrukkingsvormen, waarbij esthetische l'art pour l'art-principes centraal stonden. Doorgaans was sprake een grote, soms bijna juichende levensaanvaarding, regelmatig ook met verwerking van humor en ironie: duidelijk een reactie op het pessimisme van de generatie van '98 die tot aan de jaren 1920 toonaangevend was in de Spaanse literatuur. Diverse leden probeerden in hun gedichten bovendien verbanden te leggen met het onderbewuste, hetgeen resulteerde in surrealistische poëzie. Anderen zochten weer verbanden met muziek of folklore.
Doorheen alle verscheidenheid die uiteindelijk binnen de groepering ontstond bleef het streven naar harmonie en een perfecte vorm echter overeind, geheel in de geest van Góngora, qua vorm meestal tot uitdrukking komend in sonnetten. Thematisch werden voortdurend tegenstellingen uitgewerkt, die uiteindelijk moeten uitmonden in evenwicht. Balans werd bijvoorbeeld gezocht tussen intellectualisme en sentimentaliteit, tussen romantiek en klassieke kunst, tussen traditie en vernieuwing en tussen esthetiek en menselijke betrokkenheid. Veel voorkomende onderwerpen waren natuur, liefde, frustratie en dood, maar diverse leden richtten zich ook geëngageerd op de samenleving en politieke onderwerpen.

#### Verbreding
De beweging van de Generatie van '27 bleef al snel niet meer beperkt tot haar oorspronkelijke tien leden, maat strekte zich uit naar een groot aantal andere Spaanse schrijvers en dichters, waaronder León Felipe, Juan Ramón Jiménez, Alejandro Casona en jongere auteurs als Francisco Ayala en Miguel Hernández. In Zuid-Amerika vonden hun ideeën navolging bij Pablo Neruda, Vicente Huidobro en Jorge Luis Borges. Het gedachtegoed van de beweging beperkte zich overigens niet tot de literatuur, maar beïnvloedde ook kunstschilders als Salvador Dali, Óscar Domínguez en Francis Picabia, alsmede de cineast Luis Buñuel.

#### Einde
Medio jaren 1930 zou de grote verscheidenheid aan stijlen die voortvloeiden uit de beweging van de Generatie van '27 de onderlinge banden tussen de aanhangers geleidelijk al losser maken. De Spaanse Burgeroorlog zou er uiteindelijk definitief voor zorgen dat de groepering uit elkaar viel. Lorca en Hernandez vonden de dood, Alberti, Felipe, Cernuda en Salinas gingen in verschillende landen in ballingschap, Alonso en Diego bleven in Spanje en vonden uiteindelijk zelfs hun weg onder het Franco-regime.
Hoewel veel leden van de Generatie van '27 sociaal geëngageerd waren en sympathiseerden met de Tweede Spaanse Republiek, vonden ze met hun esthetische poëzie, die weinig aansloot bij de harde realiteit van de jaren dertig, geen grote weerklank onder de brede bevolking. De invloed op het artistieke leven in Spanje bleef echter groot en trekt zich door tot de dag van vandaag, ook omdat enkele van de leden het Franco-regime zouden overleven.